# Золотец

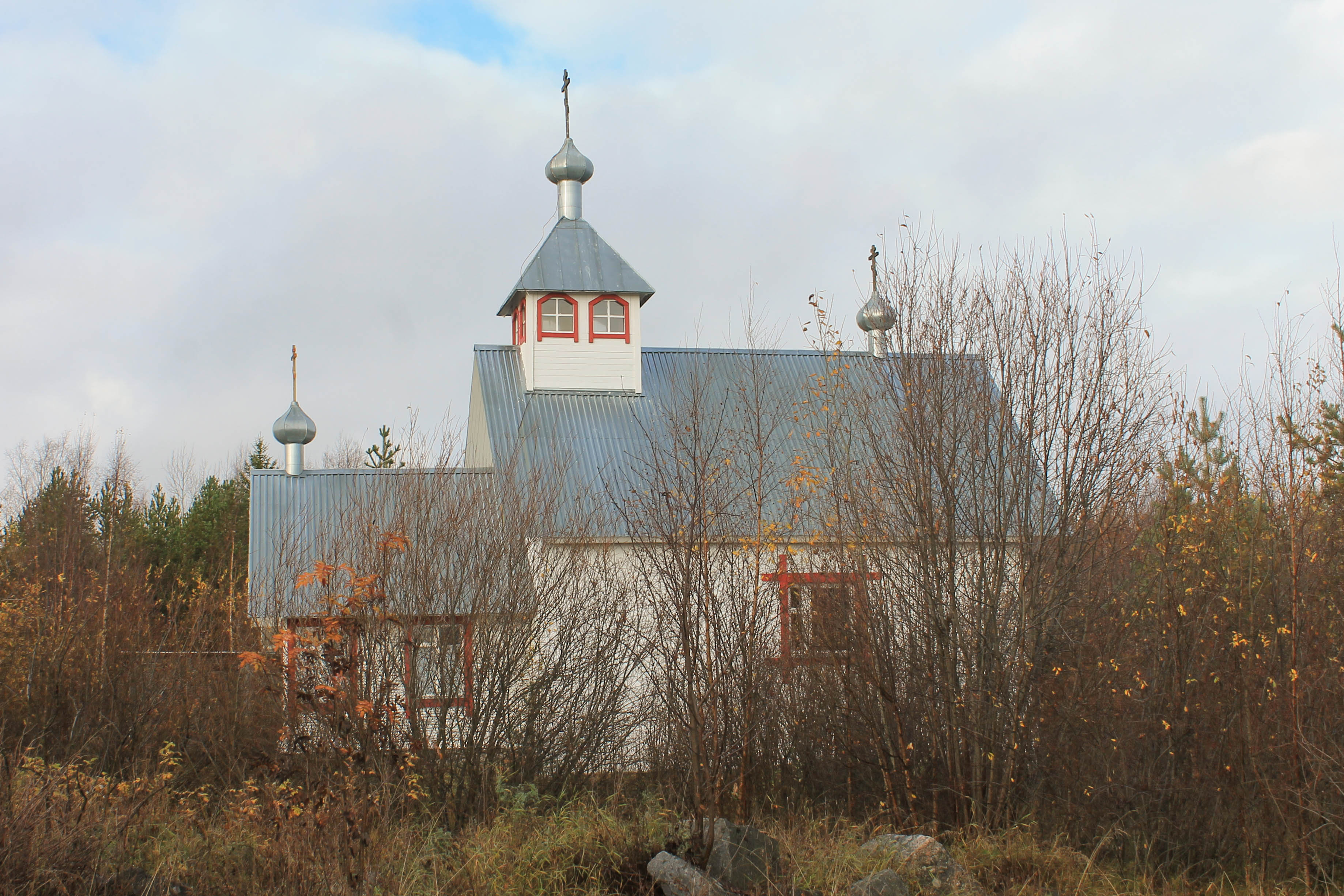
Варваринская церковь.

Золоте́ц — посёлок в Беломорском районе Республики Карелия. Входит в состав Беломорского городского поселения.

## Общие сведения
Расположен на левом берегу реки Выг, в 7 км на юго-запад от Беломорска.
В Золотце есть дом культуры, библиотека и медпункт.
Вблизи посёлка находится Выгостровская ГЭС.

## Население
| 2002 | 2009 | 2010 | 2013 |
| ---- | ---- | ---- | ---- |
| 774  | ↗911 | ↘647 | ↘643 |

## Улицы
- ул. Золотецкая
- ул. Совхозная
- ул. Центральная
- ул. Энергетиков